# Norgesdemokratene
Norgesdemokratene, deutsch Die Norwegischen Demokraten, bis 2023 Demokratene, deutsch Die Demokraten, sind eine norwegische politische Partei, die laut Parteiprogramm eine antiglobalistische und nationalkonservative Volkspartei ist.
Die Partei wurde 2002 gegründet und hatte landesweit bei Wahlen nur geringe Unterstützung, wurde aber nach den Parlamentswahlen 2021 zur größten Partei ohne parlamentarische Vertretung, als sie mehr als 34.000 (1,1 %) Stimmen erhielt.
Demokratene Ungdom (DU) ist die Jugendorganisation der Partei.
Im Mai 2022 hatten die Demokraten 4.963 Mitglieder.

## Entwicklung
Die Partei wurde am 24. August 2002 in Oslo gegründet. Zu den Gründungsmitgliedern zählten vor allem ehemalige Mitglieder der Fremskrittspartiet (Frp). An der Gründung war auch die Splitterpartei Sosialdemokratene beteiligt, eine Abspaltung der Pensjonistpartiet.
Der aus der Frp ausgeschlossene Storting-Abgeordnete Jan Simonsen schloss sich für den Rest der Legislaturperiode (bis 2005) den Demokraten an. 
Die Partei erreichte bei der Parlamentswahl 2005 2.706 Stimmen, 2009 2.285 Stimmen und 2017 3.829 Stimmen (jeweils 0,1 %). Für die Wahl 2013 war es den Demokraten nicht gelungen, genug Unterstützungserklärungen einzureichen.
Bei der Kommunalwahl 2011 erreichte die Partei ein Fylkestingmandat (in Vest-Agder) und insgesamt acht Sitze in fünf Gemeindevertretungen. Vidar Kleppe konnte den Sitz im Fylkesting von Vest-Agder 2015 verteidigen. Die kommunalen Mandate schmolzen auf nur noch vier Sitze. Bei den Lokalwahlen 2019 schaffte sie es, drei Mandate im Fylkesting von Agder zu erreichen. Zudem wurden sie in Kristiansand drittgrößte Partei und sind dort nun mit zehn Abgeordneten im Stadtrat vertreten.

## Inhalte
Die Partei ist EU-Gegner und befürchtet eine Masseneinwanderung aus muslimischen Ländern nach Norwegen, was die westlichen Werte und das christliche Erbe bedrohe. Parteichef Vidar Kleppe forderte die Schließung aller Moscheen in Norwegen, die sich nicht öffentlich von Terrorismus distanzierten. Amund Garfors, damals Parteivorsitzender im Fylke Nordland, forderte nach den Terroranschlägen von London 2005 ein generelles Verbot des Islam. Die Militärreserveeinheiten Heimevernet müssten in naher Zukunft in Oslo gegen Muslime eingesetzt werden, prognostizierte Garfors.
Im Schulunterricht soll der Bibel mehr Platz eingeräumt werden; dazu soll das Schulfach Christentum, Religion, Lebensanschauung und Ethik (KRLE) wieder zur Christentumskunde umgebaut werden.

## Einordnung der politischen Position
Die Partei bezeichnet sich selbst als dem rechten Flügel angehörend. In ihrem Parteiprogramm schreibt sie „Demokratene er et parti med nasjonalistisk grunnsyn“ (deutsch: Demokratene ist eine Partei mit nationalistischem Weltbild) und bezeichnet sich außerdem als „nationale Volkspartei“. Im Store norske leksikon wird die Partei als rechtsradikal eingestuft.

## Vorsitzende
- Vidar Kleppe (2002–2012)
- Kjell Arne Sellæg (2012)
- Elisabeth Rue Strencbo (2012–2013)
- Fredrik U. Litleskare (2013–2015)
- Terje Svendsen (2015–2016)
- Kim Steinar Kjærner-Strømberg (2016)
- Makvan Kasheikal (2016–2021)
- Geir Ugland Jacobsen (seit 2021)